# Station Gniew
Station Gniew is een spoorwegstation in de Poolse plaats Gniew.